# Arthrocereus glaziovii
Arthrocereus glaziovii es una especie de planta suculenta perteneciente al género Arthrocereus, dentro de la familia Cactaceae. Es endémica del sudeste de Brasil y se encuentra amenazada por pérdida de hábitat. 

## Descripción

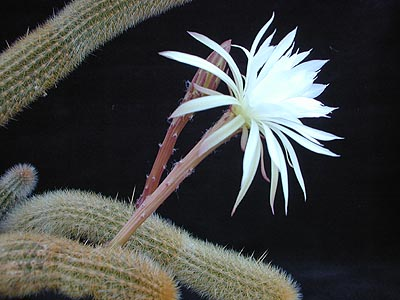
Planta en flor

Arthrocereus glaziovii es una especie de cactus pequeño, parecido a un arbusto, de crecimiento erguido y ramificado. Los tallos son cilíndricos y articulados, con brotes laterales ligeramente extendidos de 1,5 a 2,5 centímetros de diámetro.
Presentan unas 12 costillas estrechas y bajas sobre las que se asientan pequeñas areolas con muchas espinas finas. Concretamente tienen de 20 a 30 espinas de color marrón a gris ceniza, de 1,5 a 2,5 cm de largo.
Las flores son de color blanco cremoso, alargadas, en forma de campana y de amplia apertura. Aparecen cerca de la parte superior del tallo y se abren por la noche. La copa floral y el tubo floral están cubiertos de lana, (espinas parecidas a pelos) y algunas escamas puntiagudas. Son ligeramente curvadas y miden hasta 6 cm de largo. Los frutos son alargados, de color verde y con la pulpa blanca, llegando a medir hasta 2 cm de longitud.

## Distribución y hábitat
El área de distribución nativa de esta especie es el sudeste de Brasil (concretamente del sur central del estado de Minas Gerais) y crece principalmente en el bioma tropical estacionalmente seco, en áreas rocosas situadas a una altitud de entre 1.300-1750 m s. n. m.

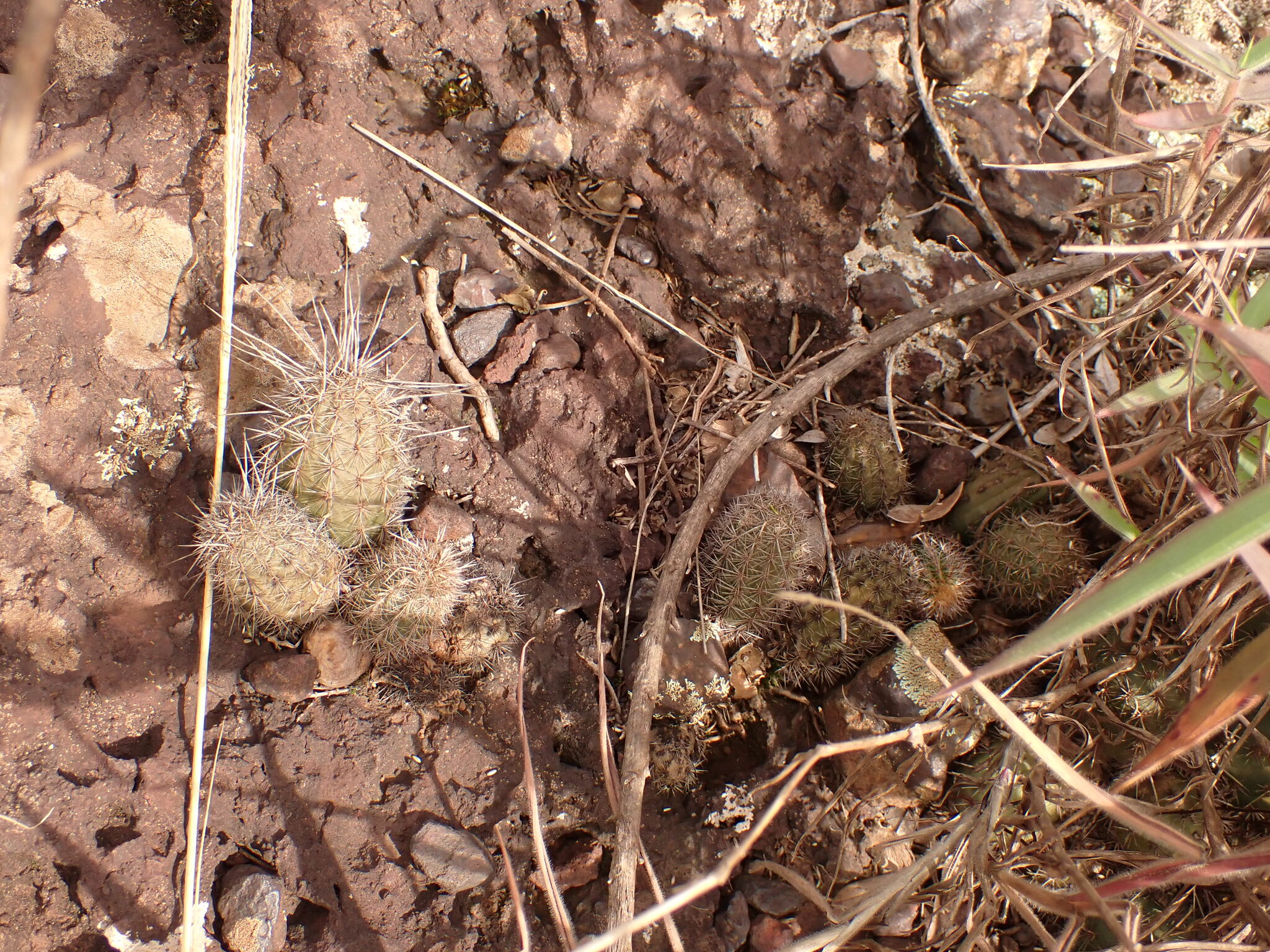
Planta en su hábitat

## Taxonomía
La primera descripción de esta especie fue como Cereus glaziovii, publicada en 1890 por el botánico alemán Karl Moritz Schumann en el libro Flora Brasiliensis 4 (2): 200.
Más tarde, el botánico británico Nigel Paul Taylor y la botánica brasileña Daniela Cristina Zappi trasladaron la especie al género Arthrocereus, por lo que pasó a llamarse Arthrocereus glaziovii. Registraron estos cambios en la revista científica Bradleya 9: 85, publicada en 1991.

Etimología
- Arthrocereus: nombre genérico que deriva de las palabras griegas arthro (que significa 'articulación' o 'junta'), y cereus (que se traduce como 'vela' o 'cirio'). Así que, en conjunto, Arthrocereus puede traducirse como "vela articulada", haciendo referencia a la forma de tubo alargado en que crecen las especies de este género, con segmentos que se asemejan a articulaciones.
- glaziovii: epíteto específico otorgado en honor al botánico y recolector de plantas francés Auguste François Marie Glaziou, que vivió en Brasil de 1861 a 1895.[4]

Sinonimia
- Arthrocereus campos-portoi (Werderm.) Backeb., 1935
- Arthrocereus damazioi (K.Schum.) P.V.Heath, 1992
- Arthrocereus itabiriticola P.J.Braun, 1986
- Cereus damazioi K. Schum., 1903
- Cereus glaziovii K. Schum., 1890 (basónimo)
- Echinopsis glaziovii (K.Schum.) Molinari & Mayta, 2015
- Leocereus glaziovii Britton & Rose, 1920
- Lophocereus glaziovii (K.Schum.) Orcutt, 1926
- Trichocereus campos-portoi Werderm., 1933
- Trichocereus damazioi (K.Schum.) Werderm., 1933
- Trichocereus glaziovii (K.Schum.) Werderm., 1933

## Estado de conservación
En la Lista Roja de Especies Amenazadas de la UICN, la especie está clasificada como “En Peligro (EN)”.
Su mayor amenaza es la pérdida de hábitat ya que muchos sitios fueron destruidos por la minería de hierro, quedando subpoblaciones aisladas muy pequeñas.

## Usos
Se cultiva principalmente como planta ornamental por sus flores vistosas y su propagación se realiza normalmente a través de semillas o esquejes, aunque es bastante poco común en las colecciones.

## Galería

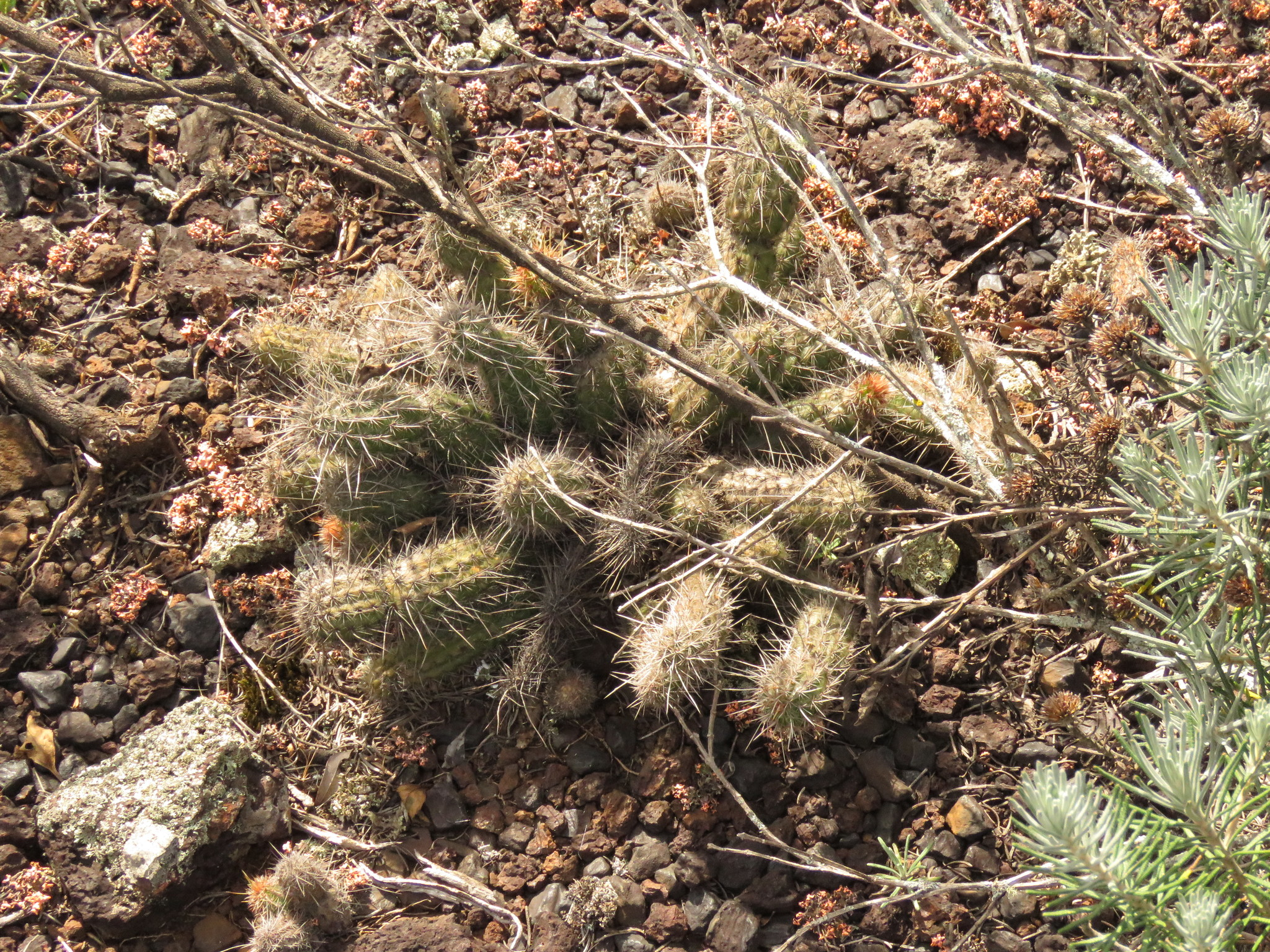
Porte de la planta
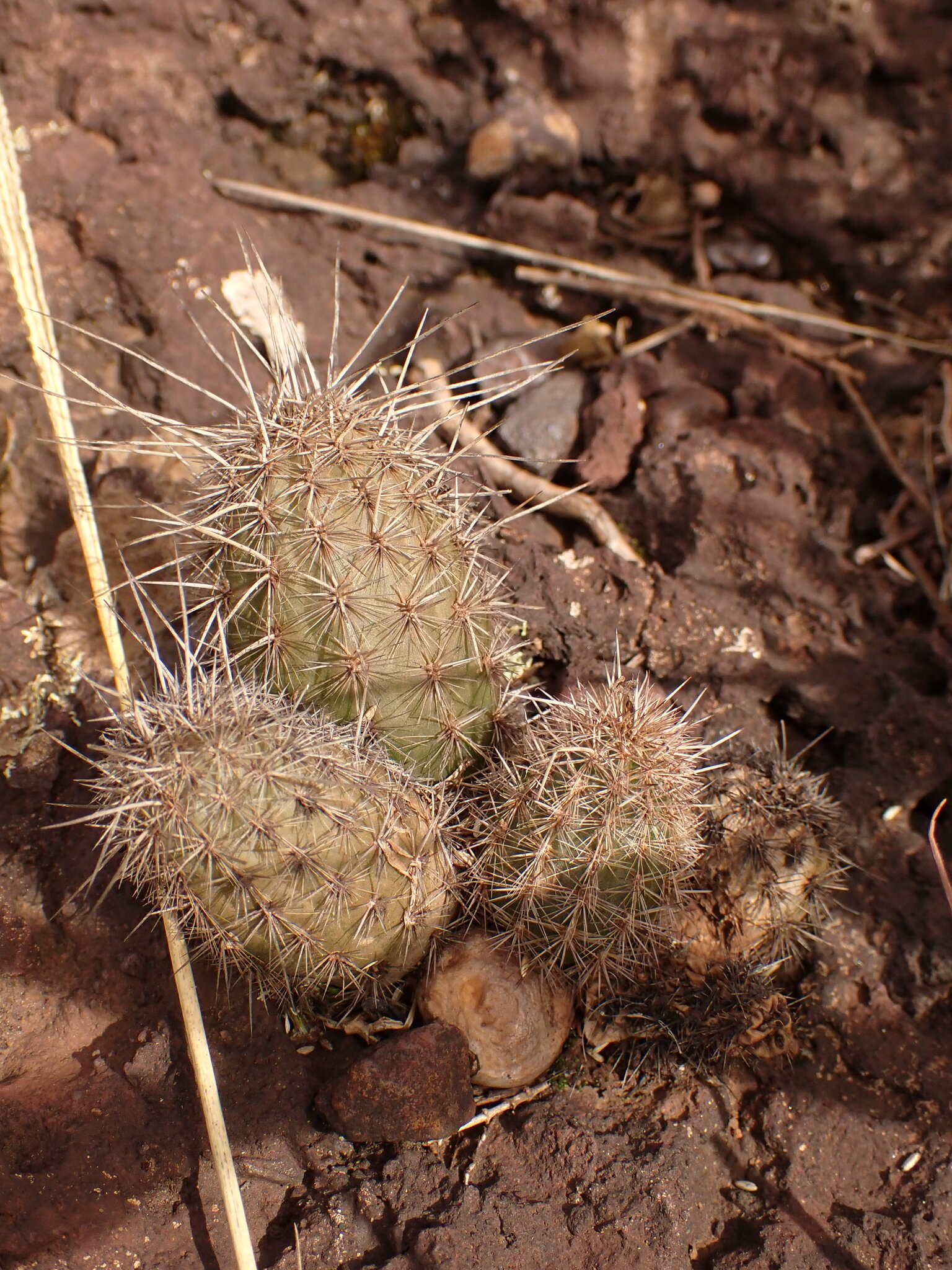
Detalle del tallo
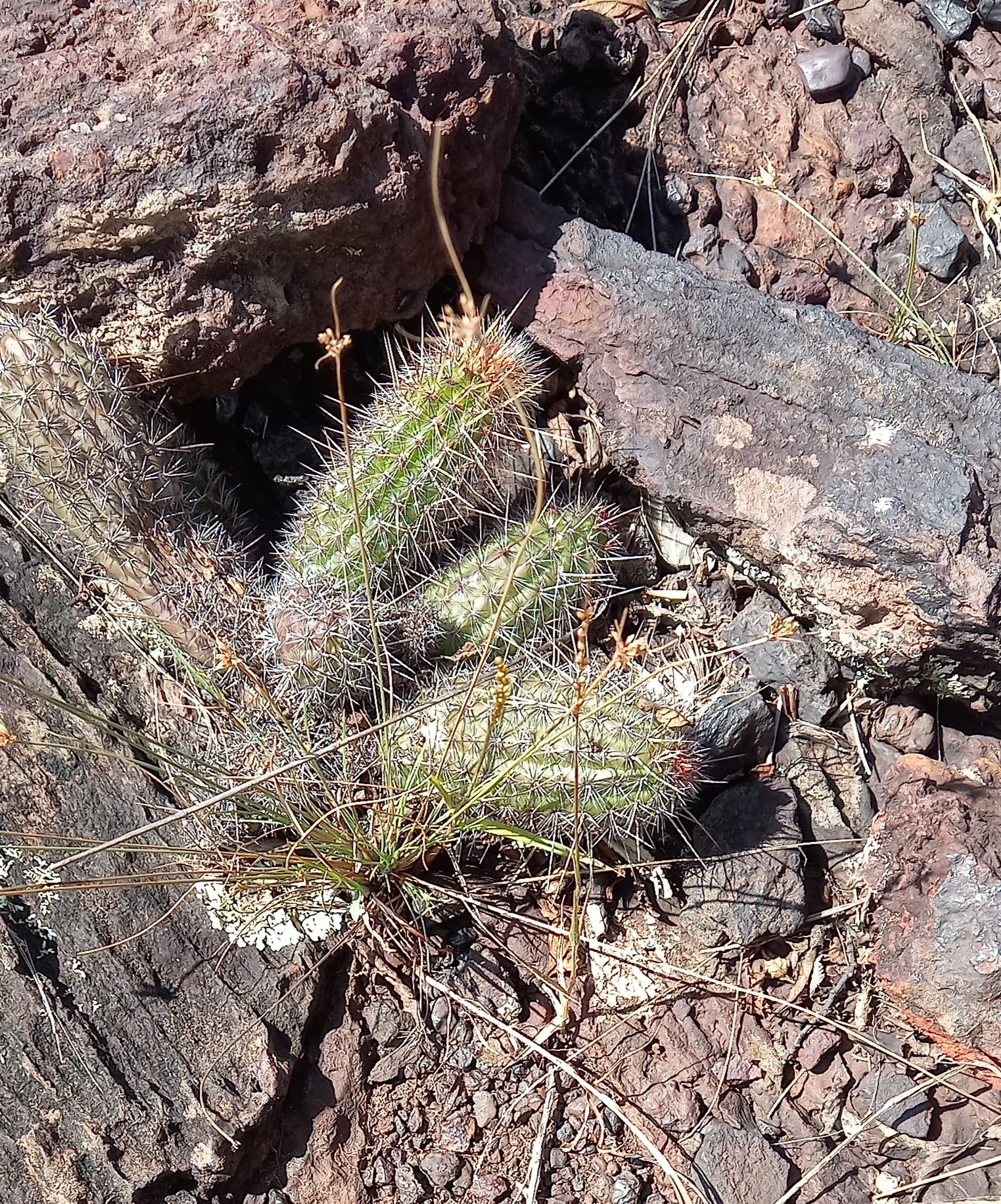
Planta en su hábitat
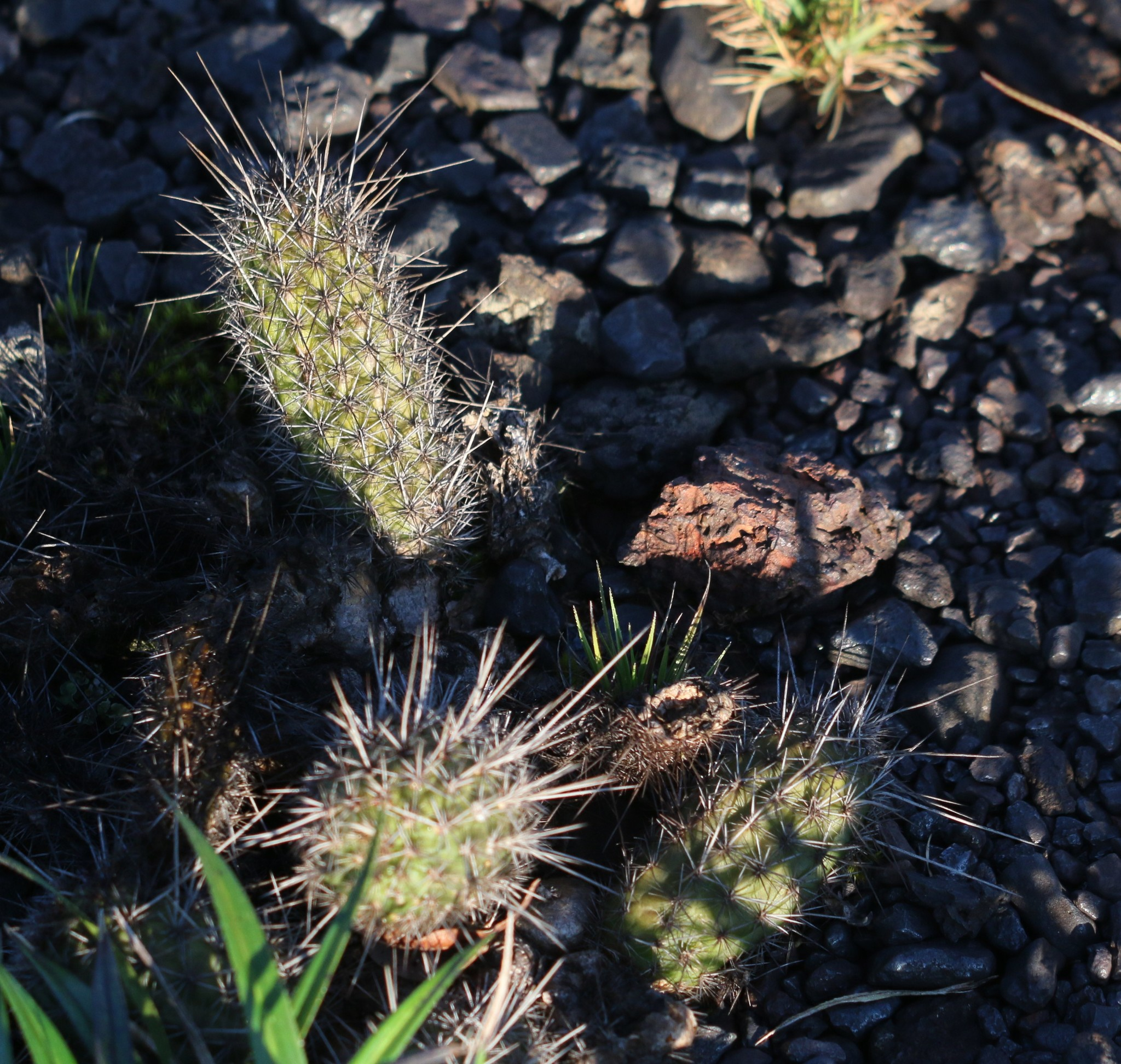
Planta en su hábitat
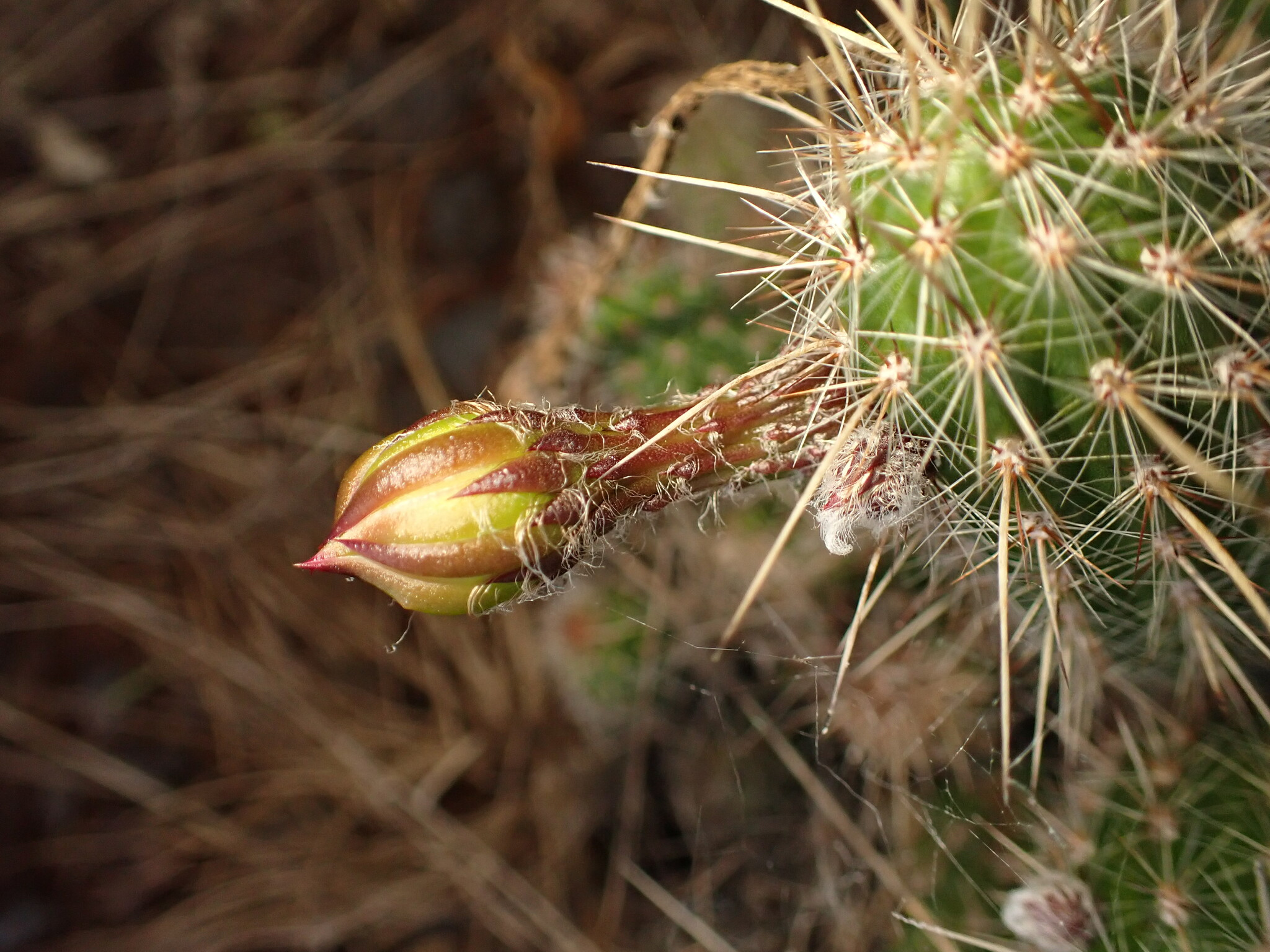
Detalle del botón floral